# Cicatriz hipertrófica

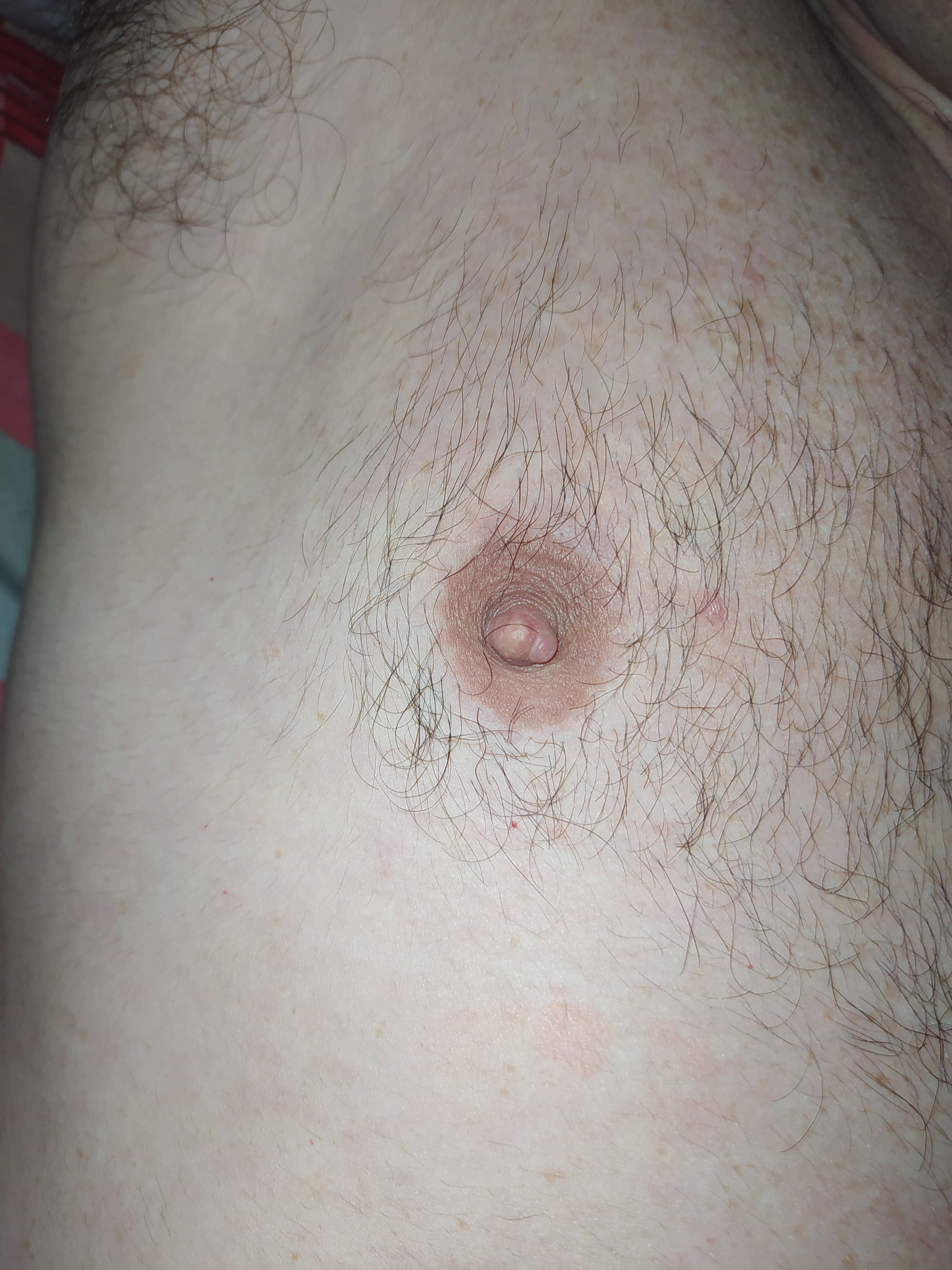
Mamilo de homem com quelóide devido à um piercing.

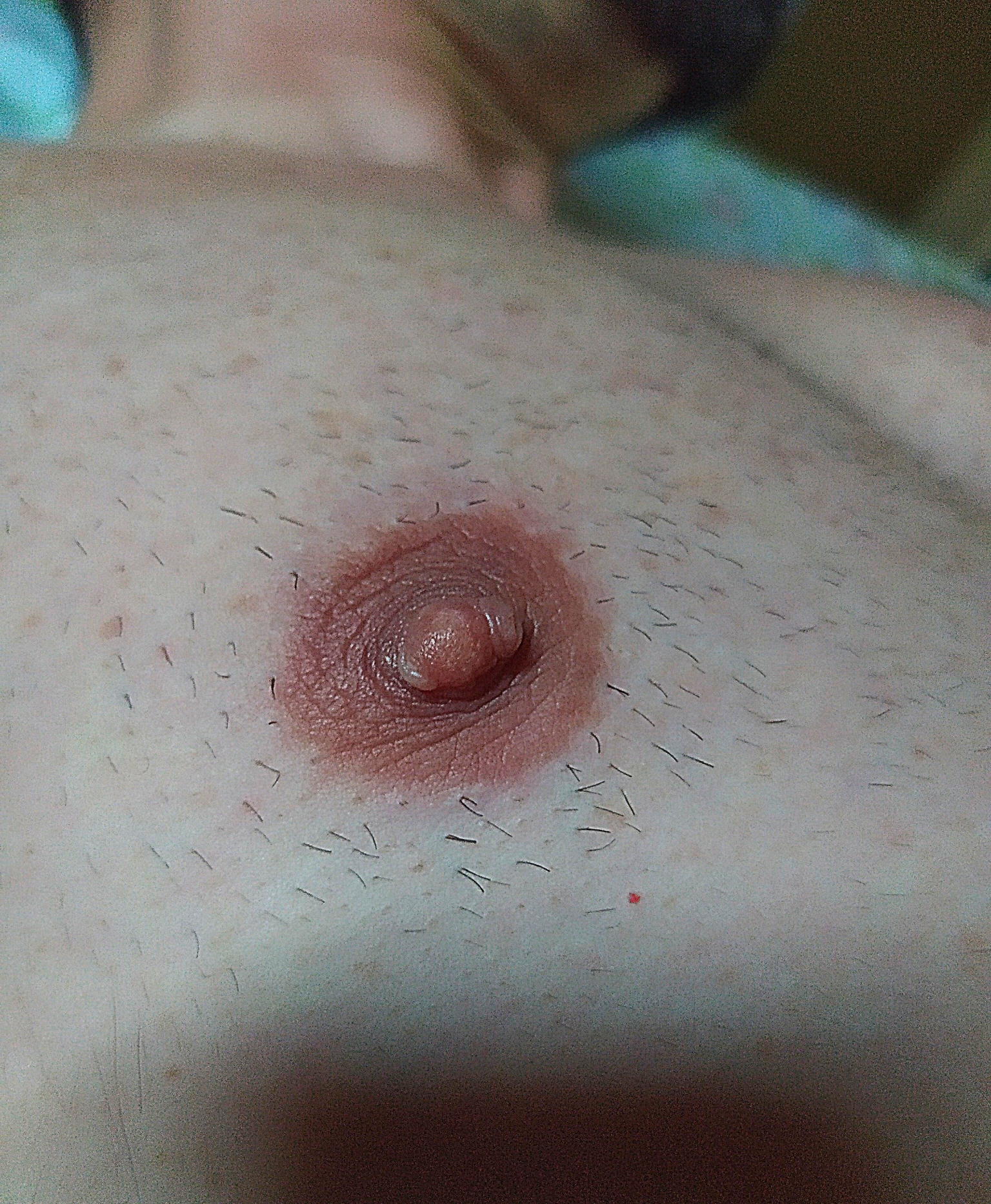
O mesmo mamilo de outro angulo.

A cicatriz hipertrófica, nada mais é que uma cicatriz elevada em relação ao tecido original, que em muito se parece com uma doença genética conhecida como quelóide.Essa elevação em relação ao restante do tecido é um excesso de produção de colágeno pelos Fibroblastos. Comumente algumas pessoas mais leigas denominam um processo de cicatrização onde esta se formando uma cicatriz hipertrófica como quelóide, porém, as diferenças entre as duas enfermidades são simples.Cicatrização hipertrófica é um desordenamento das fibras de colágeno; queloide é uma produção exagerada de fibras de colágeno. A quelóide, como já foi dito acima, é uma doença genética, portanto hereditária, e a cicatriz hipertrófica é uma doença adquirida, e de tratamento muito mais fácil. O indivíduo portador do defeito genético responsável pela formação de quelóides terá esse processo em todo ferimento que adquirir ao longo da vida, a não ser que algum tratamento para controle seja realizado, e o indivíduo que possuir uma cicatriz hipertrófica não necessariamente terá o mesmo processo em outros ferimentos.